# Formação reativa
Formação reativa (em alemão: Reaktionsbildung), na teoria psicanalítica, é um mecanismo de defesa no qual emoções e impulsos próprios que produzem ansiedade ou que são percebidos como inaceitáveis são dominados por um comportamento exagerado de tendência diretamente oposta.